# Sekartejo
Sekartejo is een bestuurslaag in het regentschap Purworejo van de provincie Midden-Java, Indonesië. Sekartejo telt 623 inwoners (volkstelling 2010).